# Boliwia na Letnich Igrzyskach Olimpijskich 2008
Reprezentacja Boliwii na letnich igrzyskach olimpijskich w 2008 roku w Pekinie liczyła 7 zawodników. Był to dwunasty start Boliwii na letnich igrzyskach olimpijskich.

## Wyniki reprezentantów Boliwii

### Kolarstwo
Mężczyźni
| Zawodnik         | Konkurencja                | Czas         | Miejsce      |
| ---------------- | -------------------------- | ------------ | ------------ |
| Horacio Gallardo | wyścig ze startu wspólnego | Nie ukończył | Nie ukończył |

### Lekkoatletyka
Mężczyźni
| Fadrique Iglesias | bieg na 800 m | 1:50.57 | 7 | Odpadł z dalszej rywalizacji | Odpadł z dalszej rywalizacji | Odpadł z dalszej rywalizacji | Odpadł z dalszej rywalizacji | Odpadł z dalszej rywalizacji | Odpadł z dalszej rywalizacji |

Kobiety
| Zawodniczka    | Konkurencja | Finał   | Miejsce |
| Zawodniczka    | Konkurencja | Wynik   | Miejsce |
| -------------- | ----------- | ------- | ------- |
| Sonia Calizaya | maraton     | 2:45:53 | 56      |

### Pływanie
Mężczyźni
| Zawodnik             | Konkurencja       | Eliminacje | Eliminacje | Półfinał                     | Półfinał                     | Finał                        | Miejsce                      |
| Zawodnik             | Konkurencja       | Wynik      | Miejsce    | Wynik                        | Miejsce                      | Wynik                        | Miejsce                      |
| -------------------- | ----------------- | ---------- | ---------- | ---------------------------- | ---------------------------- | ---------------------------- | ---------------------------- |
| Miguel Angel Navarro | 100m st. dowolnym | 56.96      | 63         | Odpadł z dalszej rywalizacji | Odpadł z dalszej rywalizacji | Odpadł z dalszej rywalizacji | Odpadł z dalszej rywalizacji |

Kobiety
| Zawodniczka     | Konkurencja      | Eliminacje | Eliminacje | Półfinał                      | Półfinał                      | Finał                         | Miejsce                       |
| Zawodniczka     | Konkurencja      | Wynik      | Miejsce    | Wynik                         | Miejsce                       | Wynik                         | Miejsce                       |
| --------------- | ---------------- | ---------- | ---------- | ----------------------------- | ----------------------------- | ----------------------------- | ----------------------------- |
| Katerine Moreno | 50m st. dowolnym | 29.05      | 64         | Odpadła z dalszej rywalizacji | Odpadła z dalszej rywalizacji | Odpadła z dalszej rywalizacji | Odpadła z dalszej rywalizacji |

### Podnoszenie ciężarów
Kobiety
| Zawodniczka             | Konkurencja | Rwanie | Rwanie  | Podrzut | Podrzut | Łączna nota | Miejsce |
| Zawodniczka             | Konkurencja | Wynik  | Miejsce | Wynik   | Miejsce | Łączna nota | Miejsce |
| ----------------------- | ----------- | ------ | ------- | ------- | ------- | ----------- | ------- |
| Maria Teresa Monasterio | -63 kg      | 63.0   | 18      | 78.0    | 17      | 141.0       | 17      |

### Strzelectwo
Mężczyźni
| Zawodnik            | Konkurencja | Kwalifikacje | Kwalifikacje | Finał                        | Finał                        | Miejsce                      |
| Zawodnik            | Konkurencja | Punkty       | Miejsce      | Punkty                       | Miejsce                      | Miejsce                      |
| ------------------- | ----------- | ------------ | ------------ | ---------------------------- | ---------------------------- | ---------------------------- |
| Cesar David Menacho | trap        | 106          | 34           | Odpadł z dalszej rywalizacji | Odpadł z dalszej rywalizacji | Odpadł z dalszej rywalizacji |